# Pierre Fouché
Pierre Fouché (* 8. Februar 1891 in Ille-sur-Têt, Languedoc-Roussillon; † 11. August 1967 in Paris) war ein französischer Romanist, Katalanist und Phonetiker.

## Leben
Fouché habilitierte sich bei Joseph Anglade mit den beiden Arbeiten Phonétique historique du Roussillonnais (Toulouse 1924, Genf 1980) und Morphologie historique du Roussillonnais (Toulouse 1924, Genf 1980) und war dann Chargé de conférences für Experimentelle Phonetik und Französische Philologie an der Universität Grenoble, von 1926 bis 1937 Professor für Französische Sprachgeschichte an der Universität Straßburg und von 1937 bis 1962 (als Nachfolger von Hubert Pernot) Professor für Phonetik an der Sorbonne. Von Albert Dauzat übernahm er die Herausgabe der Zeitschrift Le Français Moderne. 1946 wurde er Mitglied des Institut d’Estudis Catalans. In seiner Geburtsstadt wurden eine Straße und ein Collège nach ihm benannt.

## Werke
- Etudes de phonétique générale. Syllabe, diphtongaison, consonnes additionnelles, Paris 1927 (Publications de la Faculté des lettres de l'Université de Strasbourg 39)
- Le verbe français. Etude morphologique, Paris 1931 (Publications de la Faculté des lettres de l'Université de Strasbourg 56), 2. Auflage 1967, 1981
- A propos de l'origine du basque, Madrid 1943
- Phonétique historique du français, 3 Bde., Paris 1952-1958-1961, 1966-1969
- Traité de prononciation française, Paris 1956, zuletzt 2000, ISBN 2-252-02610-3